# Peltula langei
Peltula langei är en lavart som beskrevs av Büdel & Elix. Peltula langei ingår i släktet Peltula och familjen Peltulaceae.   Inga underarter finns listade i Catalogue of Life.